# 마리아 마그달레나 폰 외스터라이히 여대공
오스트리아의 마리아 마달레나(이탈리아어: Maria Maddalena d'Austria, 독일어: Maria Magdalena von Österreich 마리아 마그달레나 폰 외스터라이히[*], 1589년 10월 7일 ~ 1631년 11월 1일)는 토스카나 대공 코지모 2세의 아내로, 오스트리아 대공 카를 2세의 막내딸이자 페르디난트 1세의 손녀이다. 형제로는 언니 폴란드 왕비 안나, 스페인 왕비 마르가리타, 오빠 신성 로마 제국의 황제 페르디난트 2세 등이 있다.

## 자녀
- 마리아 크리스티나(1609~1632)
- 페르디난도 2세(1610~1670) 토스카나 대공
- 잔카를로(1611~1663) 추기경
- 마르게리타(1612~1679) 파르마 공작 부인
- 마테오(1613~1617)
- 프란체스코(1614~1634)
- 안나(1616~1676) 오스트리아 대공비
- 레오폴도(1617~1675) 추기경